# Dairo Antonio Úsuga David
Dairo Antonio Úsuga David (Necoclí, 15 de septiembre de 1971), conocido por los alias de «Otoniel», «Mauricio» y «Mao», es un exnarcotraficante colombiano, exmiembro de la guerrilla del Ejército Popular de Liberación (EPL) y del grupo paramilitar de las Autodefensas Unidas de Colombia (AUC).
Era el jefe máximo del Grupo Armado Organizado Clan del Golfo, cargo que ocupó hasta el 23 de octubre de 2021 después de su captura en el cerro El Yoki, en la cordillera occidental por parte de la Policía, el Ejército, la Armada y la Fuerza Aérea. Fue necesaria la movilización de más de 500 hombres de las fuerzas especiales, 150 unidades de inteligencia, 50 expertos en inteligencia satelital, 22 helicópteros y la intervención de agencias de inteligencia de los Estados Unidos y el Reino Unido. Después de su detención, el presidente Iván Duque afirmó que su captura «es solamente comparable con la caída de Pablo Escobar en los años 90». Por su parte el ministro de Defensa, Diego Molano, le calificó como «uno de los mayores símbolos del mal en Colombia».
A Dairo Antonio se le acusa de terrorismo, asesinato, homicidio agravado, homicidio en persona protegida, secuestro, extorsión, narcotráfico, vacunas extorsivas, paros armados, masacres, concierto para delinquir, reclutamiento forzado de menores, abuso sexual, fabricación, tráfico y porte ilegal de armas de fuego, desplazamiento forzado, desaparición forzada, conformación de grupos armados y delitos de lesa humanidad. Además, le figuran 128 órdenes de captura, 7 sentencias condenatorias, 8 medidas de aseguramiento, 2 circulares rojas y una circular azul de la Interpol, además de una solicitud de extradición emitida por los Estados Unidos. También fue responsable de la muerte de más de 200 miembros de la Fuerza Pública de Colombia.
Otoniel era el narcotraficante más buscado de Colombia, desde 2009, el Gobierno federal de los Estados Unidos lo acusaba por el tráfico de droga y terrorismo, ofrecía una recompensa de USD$ 5 000 000, mientras que el gobierno de Colombia ofrecía una recompensa de COP$ 3000 millones de pesos por su captura.
En agosto de 2023 fue sentenciado a 45 años de prisión por ser el máximo líder de la organización narcotraficante Clan del Golfo, sentencia emitida por Dora L. Irizarry, jueza federal de Nueva York. Según las declaraciones de la Fiscalía del Distrito Este de Nueva York, Otoniel también fue responsable de conspiración marítima de narcóticos y conspiración para distribuir narcóticos en el Distrito Este de Nueva York, además deberá pagar US$ 216 millones en decomisos. Después de aceptar la responsabilidad de todos los delitos, Otoniel ofreció disculpas a los familiares de las víctimas y al gobierno de los Estados Unidos y sentenció: «No tomar el mismo camino que yo tomé. El conflicto armado debe pasar a la historia. Las armas deben pasar a la historia».

## Biografía
Hermano de Nini Johana Úsuga David. Otoniel a sus 16 años y su hermano Juan de Dios Úsuga David Giovanny a los 20 años, vivían en el corregimiento Nueva Antioquia, en Turbo (Antioquia) cuando ingresaron en 1987 a la guerrilla del Ejército Popular de Liberación (EPL). Se desmovilizaron en 1991. Más adelante conformaron la disidencia del EPL llamada Frente Bernardo Franco.

### Militancia en las ACCU
Después de la experiencia con el EPL, los hermanos Úsuga se enrolaron en las Autodefensas Campesinas de Córdoba y Urabá (ACCU) en 1996, que por ese entonces surgían con fuerza bajo el mando de los hermanos Carlos Castaño Gil y Vicente Castaño. ‘Otoniel‘ se ganó la confianza de este último, quien lo encargó como comisionista para el cobro de los dineros del narcotráfico y del manejo de algunas de las rutas privilegiadas junto a otro paramilitar; Daniel Rendón Herrera, alias ‘Don Mario‘, hermano del jefe paramilitar Freddy Rendón Herrera, alias ‘El Alemán‘.

### Comandante del Bloque Centauros
Para 2002, ‘Otoniel‘ y ‘Don Mario‘ fueron enviados con centenares de hombres al Meta para formar parte del Bloque Centauros de las AUC que Vicente Castaño le vendió al narcotraficante Miguel Arroyave. Tras el asesinato de este y del propio Carlos Castaño en 2004, ‘Otoniel‘ y ‘Don Mario‘ retornaron a Urabá, región estratégica para el tráfico de drogas, con acceso al mar Caribe y al océano Pacífico, en medio de una inexpugnable selva, sin control del Estado.

### Creación de las Autodefensas Gaitanistas y del Bloque Héroes de Castaño
Luego de la desmovilizacion de las AUC en 2006, 'Don Mario' y los Úsuga se declararon disidentes del proceso que se realizó en Santa Fe de Ralito (Córdoba), conformando una estructura paramilitar llamada por ellos mismos como Bloque Héroes de Castaño, que después terminó como frente de guerra de las Autodefensas Gaitanistas de Colombia (AGC), estructura conocida por la opinión pública luego como Los Urabeños y, bautizada por el gobierno colombiano inicialmente como el "Clan Úsuga" y luego como el "Clan del Golfo". Esto lo hicieron por iniciativa de Vicente Castaño quien luego, según declaraciones de 'Don Mario' y de algunos paramilitares desmovilizados, fue asesinado en 2007 por órdenes de desmovilizados jefes de las AUC que estaban recluidos en la cárcel de máxima seguridad de Itagüí (Antioquia); sin embargo, se desconoce el paradero de sus restos, por lo que no ha podido ser confirmada esta versión.
El control de las principales rutas de salida de droga por el golfo de Urabá les permitió conseguir el poder financiero necesario para iniciar su expansión, aprovechando la captura, la extradición o la muerte de sus rivales de diferentes Bandas Criminales (Bacrim) en diferentes lugares del país: Diego Rastrojo y los Hermanos Comba (Javier Fernando y Luis Enrique Calle Serna) de Los Rastrojos, alias Valenciano y Sebastián de la Oficina de Envigado y alias Cuchillo y el Loco Barrera del Ejército Revolucionario Popular Antisubversivo de Colombia (ERPAC). En 2009, Don Mario fue detenido por la Policía Nacional; en consecuencia, las Autodefensas Gaitanistas y las Águilas Negras quedaron en manos de los Hermanos Úsuga, anexándolas a Los Urabeños.
Para enero de 2012, ordenó un paro armado que paralizó tres departamentos, entre ellos el Norte de Antioquia, Córdoba y Magdalena. Este virtual toque de queda ocurrió en respuesta a la muerte por parte de la Policía Nacional de Juan de Dios Úsuga, alias ‘Giovanny‘, socio y hermano de ‘Otoniel‘. En esa ocasión, Otoniel escapó porque se había ido una hora antes que llegaran los comandos jungla. 
Tras la muerte de su hermano, ‘Otoniel‘ asumió en solitario el liderazgo de la banda que, según los cálculos de las autoridades, tenía cerca de 1.800 hombres en 2012. Tras la caída de capos del narcotráfico, y con una estrategia de asesinatos selectivos, los Urabeños se expandieron a toda la Costa Caribe, Norte de Santander, Valle del Cauca y Nariño. A sangre y fuego consiguió que miembros de diversas bandas criminales y grupos guerrilleros, así como grupos de delincuencia común, se le unieran; entre ellos, antiguos integrantes de las guerrillas de las FARC-EP, el ELN y del grupo disidente del EPL, que se reorganizó en el Catatumbo varios años después; así como exmiembros de Los Rastrojos, Los Paisas y Nueva Generación, grupo que funcionaba en Nariño. Bajo su mando germinaron prácticas como las "casas de pique" de Buenaventura, Valle del Cauca (lugares donde desmiembran personas vivas). También consiguió alianzas estratégicas con los grupos disidentes del ERPAC para el manejo del tráfico de drogas en los Llanos Orientales, a cambio de ayuda financiera y logística.

### Prófugo de la justicia
Dairo es buscado por el Gobierno federal de los Estados Unidos, por tráfico de estupefacientes y el accionar violento como uno de los principales mecanismos de operación. El gobierno estadounidense ofreció $ 5 millones de dólares por su captura, mientras que el por ese entonces Presidente de Colombia, Juan Manuel Santos, ofreció $2.000.000.000 de pesos. En 2016 aumentó a $3.000 millones la recompensa fortaleciendo la búsqueda en su contra.
Desde el 15 de febrero de 2015 comenzó por parte de la Policía Nacional un operativo sin precedentes para capturar a 'Otoniel' en la región del Urabá, donde se mantenía escondido. Este operativo fue bautizado con el nombre de Operación Agamenón y, para llevar a cabo esta tarea, se desplegó un pie de fuerza de 1.200 policías, más de los 500 utilizados por el Bloque de búsqueda para dar de baja al jefe del Cartel de Medellín, Pablo Escobar Gaviria. A mediados del 2017, comenzó la segunda fase de este operativo (o llamada por el gobierno como Agamenón II) al ser reforzada con 1.500 elementos del Ejército Nacional, lo que suma un total, incluyendo 500 más de la Policía Nacional, de 3.200 hombres de las Fuerza Pública contra Otoniel y el Clan del Golfo. Debido a la presión militar ejercida contra la organización y los buenos resultados de la Operación Agamenón, que incluye la captura y/o muerte de los miembros de su Estado Mayor, el gobierno colombiano dio a conocer el 5 de septiembre de 2017 una misiva de Otoniel donde manifiesta la voluntad del Clan del Golfo para someterse a la justicia, versión confirmada por el mismo Otoniel a través de un vídeo que circuló en las redes sociales, donde afirma que está buscando negociar el sometimiento a la justicia de él y de sus hombres con las debidas garantías del estado.

### Paro armado de 2016
El 23 de marzo de 2016, unidades especiales de la Policía Nacional dieron de baja, en el marco de la Operación Agamenón, a Jairo de Jesús Durango Restrepo, 'Guagua' o 'Rubiel', uno de los miembros del Estado Mayor del Clan Úsuga o llamados a sí mismos Autodefensas Gaitanistas de Colombia, en zona rural del corregimiento Boca de Pepé, en el municipio de Alto Baudó (Chocó). En represalia, y como parte de la tercera conmemoración de la muerte de otro miembro importante del grupo; el 'Negro Sarley', el Estado Mayor de las Autodefensas Gaitanistas de Colombia (AGC), ordenó efectuar un paro armado de 24 horas en sus territorios de influencia a partir de la madrugada del 31 de marzo. Mediante panfletos y el empleo de las redes sociales, las amenazas alcanzaron varios departamentos. Casi 80 municipios en Antioquia, Sucre, Córdoba, sur de Bolívar y Chocó, así como algunos corregimientos de Norte de Santander y varios barrios de Medellín, se vieron afectados por las acciones del Clan Úsuga, que recurrieron a la quema de vehículos de servicio público, y al cierre obligado de colegios y establecimientos comerciales. Paralelamente, pistoleros y sicarios asesinaron a 6 policías, 2 militares y 2 civiles en una campaña de asesinatos selectivos denominado "Plan Pistola", pagando hasta 2 millones de pesos por policía y militar asesinado. El paro fue levantado la noche del 1 de abril.

## Captura

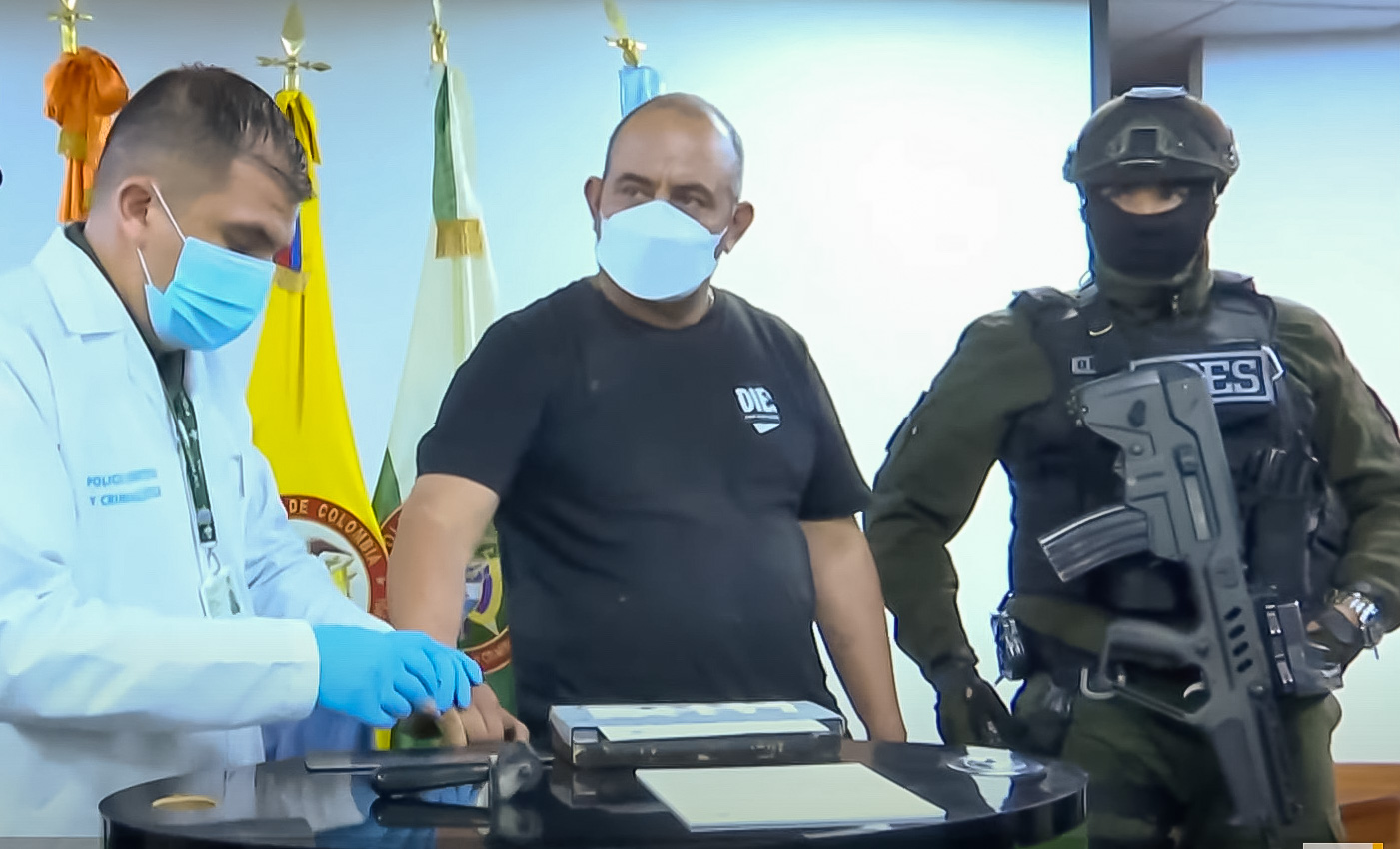
Úsuga siendo procesado tras su captura en 2021.

El 23 de octubre de 2021 fue capturado por una fuerza conjunta entre la Policía Nacional de Colombia, la Fuerza Aérea de Colombia y el Ejército Nacional de Colombia en el Cerro Yoki, ubicado en Necoclí (Antioquia) en el marco de la Operación Agamenón. Las autoridades han determinado que su fortuna proviene principalmente del tráfico de cocaína hacia los carteles mexicanos. 'Otoniel' tiene más de 120 procesos abiertos por varios crímenes. El presidente Iván Duque señaló que 'Otoniel' será extraditado a Estados Unidos para enfrentar cargos por narcotráfico.
En diciembre de 2021 se generó una polémica al declarar ante la Jurisdicción Especial para la Paz (JEP) que no fue capturado, sino que se entregó a las autoridades colombianas, lo cual fue desmentido por el gobierno de Iván Duque. El 4 de mayo de 2022 Otoniel fue extraditado a Estados Unidos luego que el Consejo de Estado levantara la orden de suspensión de extradición en su contra.

### Paro armado de 2022
Si bien una vez 'Otoniel' fue capturado en octubre de 2021 el presidente Iván Duque declaró que con su captura "el Clan del Golfo ha llegado a su fin", la estructura siguió funcionando sin su máximo cabecilla como una organización centralizada y bien coordinada; como muestra de ello, una vez se conoció la noticia de la extradición de Otoniel a EE. UU. para que pague por sus delitos de narcotráfico, la organización declaró un paro armado para las fechas comprendidas entre el 5 y el 10 de mayo de 2022, ordenándole a los locales comerciales, colegios públicos y privados y empresas transportadoras de seis departamentos del país que cesaran sus actividades durante tales fechas y a la comunidad en general que se abstuviera de salir a la calle. A diferencia de otros paros armados que ha habido en Colombia, el paro del Clan del Golfo en 2022 no se limitó a pequeñas poblaciones rurales, sino que llegó incluso a capitales como Medellín y Barranquilla, causando que el departamento de Antioquia quedara completamente paralizado.
Desde el primer día del paro, se reportaron decenas de actuaciones criminales, como homicidios de personas que decidieron abrir sus negocios, quema de buses y camiones y amedrentamiento de la población en general. Para el segundo día del paro, ya se reportaba que había una acción violenta cada 20 minutos, lo que evidenció la incapacidad del gobierno por contener el actuar criminal de las AGC y se reportaban millonarias perdidas, por la paralización general de la economía en 6 departamentos del país y por la quema o destrucción de al menos 100 vehículos, solo en las primeras 24 horas del paro.
La situación del paro armado escaló al punto que el equipo de fútbol Independiente Medellín se negó a desplazar a sus jugadores a Montería para el partido de la fase de grupos del FPC contra Jaguares de Córdoba; la Dimayor no aprobó el aplazamiento de tal partido, lo que llevó a que el Medellín perdiera el partido por no presentarse a jugar, situación que generó controversia en el país, pues era evidente la situación de orden público que había en la ciudad en ese momento. Al punto que el partido ni siquiera se iba a transmitir, pues el canal de TV Win Sports anunció que no había garantías de seguridad para el desplazamiento de su equipo de transmisión hasta Montería.
El 8 de mayo a las 8 p. m. último día del paro armado se registró un ataque en la estación de policía de San Pedro de los Milagros (Antioquia)donde resultó muerto un civil y dos personas heridas.

## Personas y organizaciones vinculadas en actividades criminales según Otoniel
En el marco de las declaraciones que rindió Otoniel ante la JEP, refirió una lista de sesenta y cuatro (64) personas, entre naturales y jurídicas, que relacionó con las actividades delincuenciales del Clan del Golfo (Autodefensas Gaitanistas de Colombia) en calidad de auxiliadoras. La lista completa es la siguiente:
- Luis Pérez Gutiérrez, exalcalde de Medellín y exgobernador de Antioquia.
- Miguel Ángel Pinto, senador de la República.
- Milton Rodríguez Sarmiento, exsenador de la República.
- Carlos Cárdenas Ortiz, exsenador de la República.
- Sabas Pretelt de la Vega, exministro del Interior y de Justicia y exembajador.
- Jorge Camilo Abril Tarache, ex representante a la Cámara por el Departamento de Casanare.
- Jorge Noguera Cotes, exdirector del DAS.
- Orlando Rivas Tovar, ex subdirector del DAS.
- Alan Edmundo Jara Urzola, exgobernador del Meta.
- William Hernán Pérez Espinel, exgobernador de Casanare.
- Miguel Ángel Pérez Suárez, exgobernador de Casanare.
- Oscar Raúl Iván Flórez Chávez, exgobernador de Casanare.
- Heli Cala López, exgobernador de Casanare.
- Héctor Orlando Piragauta Rodríguez, exdirector Corporación Autónoma Regional de la Orinoquía
- Universidad Sergio Arboleda
- Universidad de Cartagena
- Ecopetrol
- Nelson Ricardo Mariño Velandia, exconcejal de Yopal.
- Narda Consuelo Perilla, ex secretaria de hacienda del departamento de Casanare.
- Jacobo Rivera, ex secretario de agricultura del departamento de Casanare.
- Luis García, exconcejal de Yopal.
- Alirio Castañeda, exdiputado a la asamblea de Casanare.
- Milton Álvarez, exdiputado a la asamblea de Casanare.
- Alciaviades Saamanca, exdiputado a la asamblea de Casanare.
- William Mayorga Suárez, ex policía.
- Arnulfo Peñuela Marín.
- José Rodolfo Pérez.
- Leónidas Ortega.
- Víctor Chávez.
- Saúl Masmelas.
- José López.
- Luis López.
- Marco Tulio Ruiz.
- Carlos Robles.
- Carlos Alaque
- Nicolás Arenas.
- Luis Mesa Ballesteros.
- Jaime Humberto Afanador.
- Eduardo Cabrera.
- Sergio Alonzo Buron Gelvez.
- Miguel Antonio Orjuela.
- Luis Fernando Escobar.
- Oscar Fernando González.
- Raúl Patiño.
- Manuel Corredor.
- Alexander Ramírez.
- César Suárez.
- Leonardo Martínez.
- Orlando Quintero.
- Jorge Cardoso.
- José Samudio.
- Fernando Zabaleta.
- William Mendoza.
- Marco Aurelio, alias curro.
- Juan José Suba.
- Fabiáno Gil.
- Libardo Holguin.
- José René González.
- José Rodolfo Pérez.
- Mildre Preciado.
- Oscar Jiménez.
- Santiago Marín.
- Nilson Gamez.
- Orlando Vesga